# Otto I. (Sachsen)

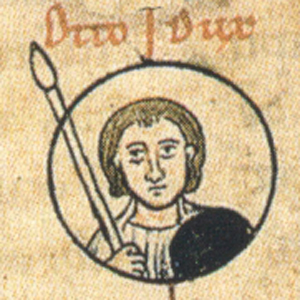
Otto I., der Erlauchte (Detail) in der Verwandtschaftstafel der Ottonen in einer Handschrift der Chronica Sancti Pantaleonis aus dem frühen 13. Jahrhundert (Wolfenbüttel, Herzog August Bibliothek, Cod. Guelf. 74.3 Aug. 2°, pag. 226).

Otto I., der Erlauchte (* 830/40; † 30. November 912) aus dem Adelsgeschlecht der Liudolfinger war von 902 bis 912 Laienabt von Hersfeld.
Otto war der jüngere Sohn des Grafen Liudolf und der Oda und wurde 880 Nachfolger seines in der Normannenschlacht gefallenen Bruders Brun als Haupt der Liudolfinger. Otto war Graf im Derlin(g)gau, im Südthüringgau und im Eichsfeld.
In einem Zehntverzeichnis des Klosters Hersfeld ist er schon gegen Ende des 9. Jahrhunderts als „Herzog“ (dux) bezeugt. Selbst König Konrad I., ein langjähriger Rivale, bezeichnete ihn im Jahre 913 rückblickend als dux. Fünfzig Jahre später wurde Otto von Widukind von Corvey gar als Herzog von ganz Sachsen bezeichnet. Hingegen verweigerten die Karolinger ihm den dux-Titel und würdigten ihn in ihren Urkunden lediglich als herausragenden Grafen. 
Otto heiratete wohl um 875 Hadwig, eine Tochter eines Adligen namens Heinrich, der zur fränkischen Adelsfamilie der älteren Babenberger gehörte. Otto hatte mit Hadwig drei Söhne Thankmar, Liudolf und den späteren König Heinrich I. sowie zwei Töchter Oda und Liutgard. 
Otto begleitete Arnolf Anfang 894 auf dem Italienzug. Auf Bitten des Papstes sollte Arnolf den Gewaltherrscher Kaiser Wido von Spoleto bekämpfen. Otto bekam die Aufgabe, die Stadt Mailand zu sichern. Für seine treuen Dienste erhielt er wenige Jahre später das hessische Reichsstift Hersfeld. Als Laienabt hatte er maßgeblichen Einfluss auf diese wichtige Einrichtung im sächsisch-fränkischen Grenzraum. Ottos Bedeutung im Machtgefüge des ostfränkischen Reiches zeigt sich darin, dass seine Tochter Oda mit Zwentibold, dem Sohn von Kaiser Arnolf, vermählt wurde. Durch diese Heirat versuchte der Kaiser, Otto als mächtigsten Mann im östlichen Sachsen in die karolingischen Herrscherfamilie einzubinden.
Unter dem neuen Herrscher Ludwig das Kind hatte Otto keine besondere Nähe zum Königshof. Er musste sich auf seine Kerngebiete im Nordosten des Reiches am Harz und an der Elbe beschränken. Otto trat nur zweimal als Intervenient auf, im August 902 in Trebur in einer Rechtsbestätigung für die Kirche von Halberstadt und am 8. Mai 906 in Holzkirchen in einer Rechtsbestätigung für die Kirche von Freising. Nach dem sächsischen Geschichtsschreiber Widukind von Corvey soll nach dem Tod Ludwig des Kindes das „Volk der Sachsen und Franken“ Otto die Königskrone angetragen haben. Dieser habe aber aus Altersgründen abgelehnt. Bei Otto soll aber die wahre Macht verblieben sein.
Otto der Erlauchte wurde in der Kirche des Stiftes Gandersheim bestattet. Eine Gedenktafel über ihn befindet sich in der Walhalla in Donaustauf.